# جون تيني
جون تيني (بالإنجليزية: Jon Tenney)‏ (و. 1961 – م) هو ممثل، وممثل مسرحي، وممثل أفلام، وممثل تلفزيوني من الولايات المتحدة الأمريكية . ولد في برينستون .

## التعليم
تعلم في مدرسة جوليارد، وكلية فاسار

## روابط خارجية
- جون تيني على موقع IMDb (الإنجليزية)
- جون تيني على موقع ألو سيني (الفرنسية)
- جون تيني على موقع أول موفي (الإنجليزية)
- جون تيني على موقع قاعدة بيانات الأفلام السويدية (السويدية)
- جون تيني على موقع إن إن دي بي (الإنجليزية)
- جون تيني على موقع قاعدة بيانات الفيلم (الإنجليزية)
- جون تيني على موقع كينوبويسك (الروسية)